# سمفونی دهم

فیلم سمفونی دهم

سمفونی دهم  (به فرانسوی: La Dixième Symphonie)یک فیلم درام صامت فرانسوی به کارگردانی آبل گانس است که توسط شرکت فیلمسازی سازنده «لُ فیلم دُ آرت» (Le Film d'Art) در سال ۱۹۱۷ تولید شد اما به دلیل جنگ جهانی اول تا در نوامبر ۱۹۱۸ به نمایش در نیامد.

## خلاصه
ایو دینانتت، یتیم ثروتمندی، که تحت طلسم فرد رایس جذاب و شرور قرار گرفته بود که معشوقه او می‌شود و او را وادار به قتل خواهرش می‌کند. دینانتت به‌سرعت می‌فهمد که نمی‌تواند با چنین مرد نفرت‌انگیزی زندگی کند، بنابراین تصمیم می‌گیرد او را ترک کند. او به ایو پول می‌دهد تا سکوتش را بخرد.
چند سال بعد، او با آهنگ‌ساز معروف انریک دامور آشنا می‌شود و با هم ازدواج می‌کنند. دختر انریک (کلر) به‌طور اتفاقی (فرد) را ملاقات می‌کند و عاشق او می‌شود. ایو مصمم است که اجازه ندهد فرد با کلر ازدواج کند. انریک رفتار همسرش را درک نمی‌کند و وقتی فرد به او اجازه داد نامه‌ای را که کلر برای او ارسال کرده بود پیدا کند، از او می‌پرسد که آیا عاشق فرد است یا خیر. ایو به‌جای اعتراف به گذشته خود به او می‌گوید که او را دوست دارد.
انریک وقتی خبر خیانت همسرش را می‌شنود، متحیر می‌شود، اما رنج‌های خود را فراموش می‌کند تا شاهکاری به نام دهمین سمفونی خود با موضوع خیانت زنان خلق کند. فِرد به ایو پیشنهاد می‌کند که اگر کِلر نزد او برگردد، ازدواج نکند. او قبول می‌کند و یک نامه جدایی کوتاه به نامزدش می‌نویسد. انریک از غیبت همسرش ویران می‌شود و کلر به خانه فرد می‌رود و مصمم است انتقام بگیرد و ایو را برگرداند. او را با اسلحه تهدید می‌کند اما ایو سعی می‌کند او را از قتل منصرف‌کند. درحالی‌که آن‌ها در حال دعوا هستند، فِرد اسلحه خود را می‌کشد و به خود شلیک می‌کند. ایو اکنون می‌تواند به انریک، عشق اول خود برگردد.

## بازیگران
- Séverin-Mars در نقش آهنگساز انریک دامور
- ژان تولو در نقش فردریک «فرد رایس».
- امی لین در نقش ایو دینانت
- آریان هوگون در نقش رقصنده
- آندره لیفور در نقش مارکی دو گروکس سنت بلز
- الیزابت نیزن در نقش کلر دامور